# Ibrahim al-Yazigi
Ibrahim al-Yazigi (arabisch ابراهيم اليازجي, DMG Ibrāhīm al-Yāziǧī; * 1847; † 1906) war ein libanesischer Philologe, Dichter und Journalist. Er gehörte zur christlichen katholischen Bevölkerungsgruppe im Libanon.

## Leben
Seine Familie stammte ursprünglich aus Homs in Syrien und wanderte vor seiner Geburt in den Libanon aus. Sein Vater war der Dichter und Philologe Nasif al-Yazigi (1800–1871). Ibrahim al-Yazigi war Chefredakteur von mehreren Zeitungen und Magazinen, unter anderem an-Naǧāh, aṭ-Ṭabīb und aḍ-Ḍiyāʾ.
Von den Jesuiten wurde er beauftragt, die Bibel ins Arabische zu übersetzen. Es war die zweite Bibelübersetzung in die moderne arabische Sprache. Die erste Übersetzung wurde von den protestantischen Missionaren unter der Führung des Missionars Kornelius Van Dyke, dem Begründer der Amerikanischen Universität Beirut, in Auftrag gegeben an zwei christlich-libanesische Literaten und Philologen, Buṭrus al-Bustānī und Nāṣīf al-Yāziǧī. Deren Bibelübersetzung erschien im Jahre 1856. Die Übersetzung von al-Yāziǧī wurde zwischen 1876 und 1880 veröffentlicht und war sprachlich reichhaltiger als die erste Übersetzung der Protestanten.